# Rio Grande

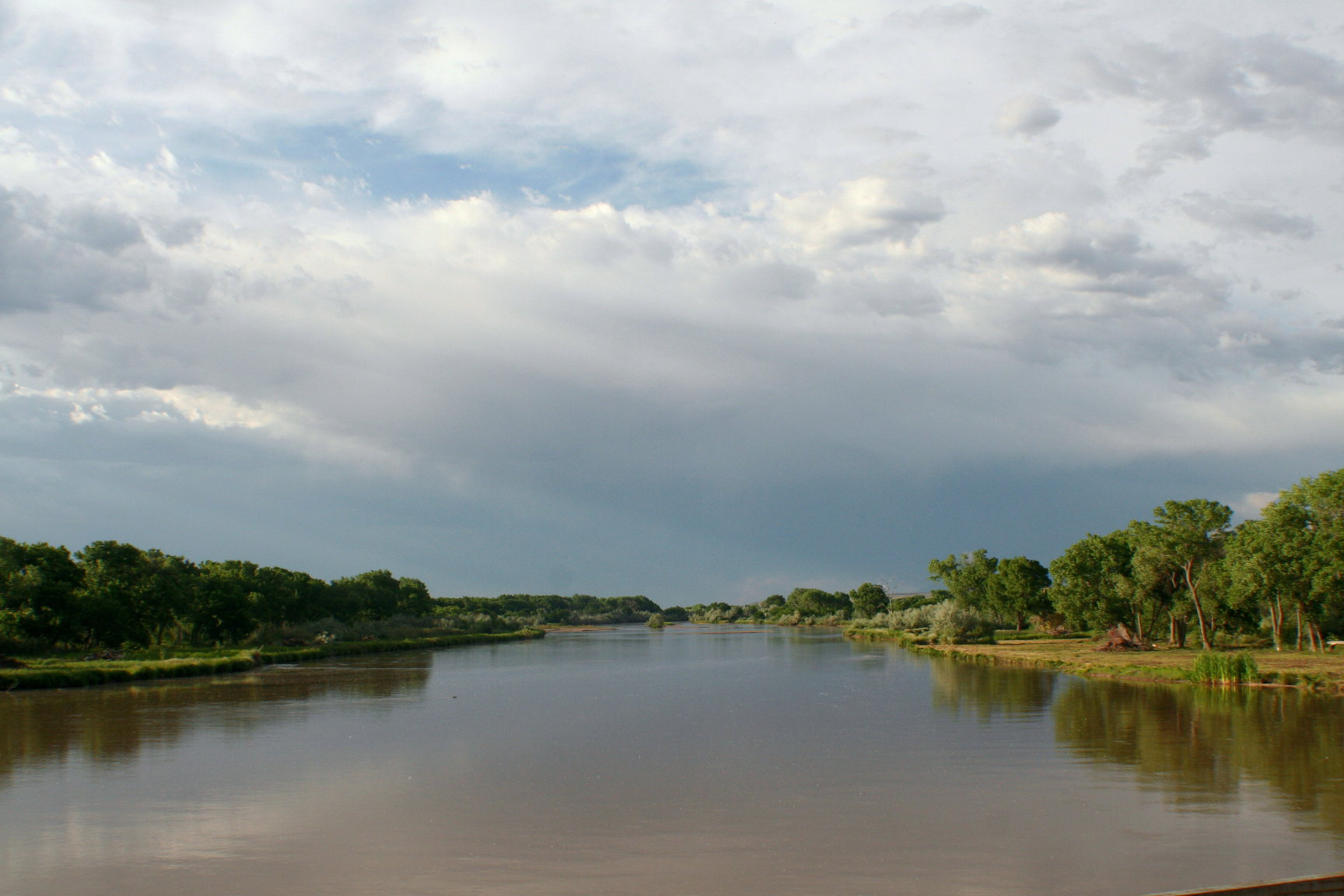
Der Rio Grande etwa 20 km südlich von Albuquerque, New Mexico

Der Rio Grande (wie er in den USA heißt) beziehungsweise der Río Bravo del Norte, oder verkürzt Río Bravo (wie er in Mexiko heißt), ist ein Strom in diesen beiden Staaten Nordamerikas. Beide Bezeichnungen sind spanischen Ursprungs: Río Grande bedeutet „Großer Fluss“, Río Bravo (del Norte) bedeutet „Wilder Fluss (des Nordens)“.
Der Rio Grande entspringt in den Rocky Mountains (Colorado, USA) und fließt durch den US-Bundesstaat New Mexico in Richtung Süden. Am Stadtrand von El Paso bildet der Rio Grande zunächst die Grenze zwischen New Mexico und Texas, kurz darauf die Stadtgrenze zwischen El Paso und Juárez und damit beginnend bis zur Mündung die Staatsgrenze zwischen den USA und Mexiko. Im Einzelnen ist das auf US-amerikanischer Seite die Grenze von Texas und auf mexikanischer Seite die der Bundesstaaten Chihuahua, Coahuila, wo er den Amistad-Stausee und Piedras Negras (Mexiko) / Eagle Pass (Texas) durchfließt, auf wenigen Kilometern die von Nuevo León und schließlich die von Tamaulipas. Auf dieser Grenze durchfließt er Laredo (bzw. Nuevo Laredo), den Falcon-Stausee und McAllen/Reynosa und mündet schließlich hinter Brownsville in den Golf von Mexiko. Allerdings ist bis dahin vom „wilden Fluss“ nicht mehr viel übrig, denn er wird in großem Maße zur Bewässerung landwirtschaftlicher Flächen angezapft.
Mit einer Länge von 3034 km ist der Rio Grande nach dem Missouri-Mississippi und dem Yukon River der drittlängste Fluss der USA. Von seiner Gesamtstrecke entfallen knapp 300 km auf Colorado, rund 750 km auf New Mexico und etwas mehr als 2000 km auf Texas.

## Die Namen des Flusses
Der Fluss hatte bereits eine Vielzahl von Bezeichnungen: Rio Grande, also Großer Fluss, hieß er übersetzt auch in den Sprachen verschiedener Indianerstämme, bei denen er die Namen Mets’ichi Chena, P’osoge und Paslápane trug. Die Comanchen nannten den Fluss ocuebi.
Die im 16. Jahrhundert ankommenden Spanier nannten den Fluss zunächst Río de las Palmas; denn sie lernten ihn von der Mündung her kennen, an der sich ausgedehnte Strände mit hellem Sand und einer Vielzahl von Palmen befanden. Allein bei den Spaniern, die ihn in der Anfangszeit an verschiedenen Stellen „neu entdeckten“ und zu diesem Zeitpunkt noch nicht wussten, dass es sich stets um denselben Fluss, den Río de las Palmas, handelte, trug er eine Vielzahl von Namen:
- Río Caudaloso (Wasserreicher Fluss)
- Río de la Nuestra Señora (Fluss Unserer Schutzpatronin)
- Río Turbio (Trüber Fluss)
- Río Guadalquivir (benannt nach dem Guadalquivir (von arabisch „großer Fluss“) in Spanien)
- Río de la Concepción (Fluss der Empfängnis)
- Río de la Buenaventura del Norte (Fluss des Bonaventura des Nordens)
- Río del Norte (Fluss des Nordens)
- Río del Norte y Nuevo México (Fluss des Nordens und Neu-Mexikos)
- Río Bravo del Norte (Wilder Fluss des Nordens)
- Río Grande del Norte (Großer Fluss des Nordens)

In den USA trug er die Namen Tiguex River (Tiguex hieß der Fluss in der Sprache der Tiwa, eines Indianerstammes, der in New Mexico und im Westen von Texas beheimatet war), River of May (Fluss des Mai) und Grand River (Großer Fluss).
Noch immer trägt der Fluss zwei Namen: Nördlich des Flusses (in den USA) wird er Rio Grande genannt, südlich hiervon (in Mexiko) heißt er Río Bravo (Wilder Fluss) oder auch Río Bravo del Norte (Wilder Fluss des Nordens). Der Name Río Bravo wurde 1598 vergeben, nachdem bei einer Expedition des Basken Juan de Oñate zwei Pferde in den Fluten des Flusses ums Leben gekommen waren.

## Der Flusslauf

### Colorado

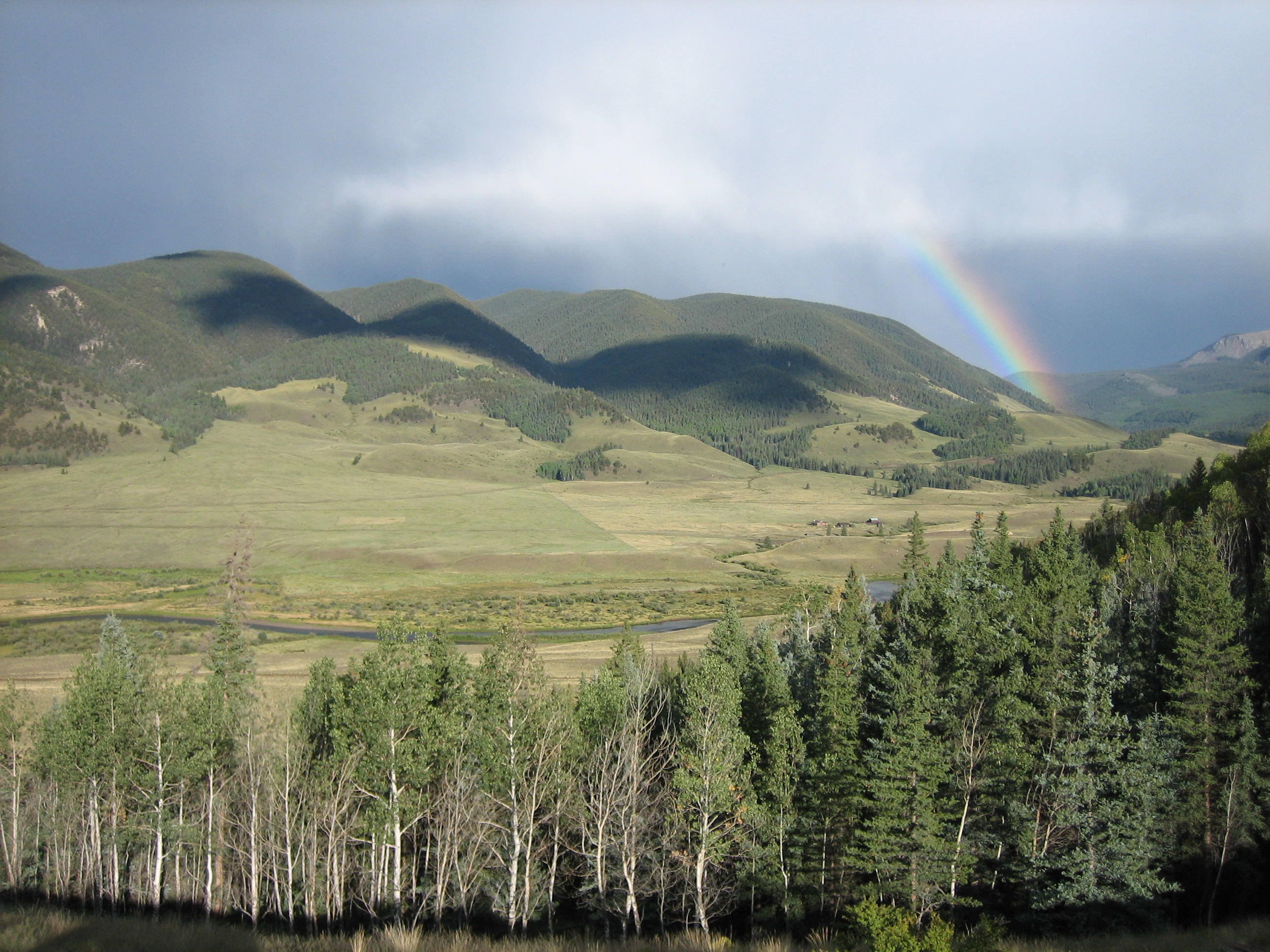
Der Rio Grande nahe Creede, Colorado

Der Rio Grande entspringt im San-Juan-Gebirge, das sich vom südwestlichen Colorado bis ins nördliche New Mexico erstreckt und einen Teil der Rocky Mountains bildet. Die Quelle des Flusses liegt im Rio Grande National Forest, San Juan County, in Colorado in einer Höhe von mehr als 3.600 Meter und wird vorwiegend gespeist durch die Schneeschmelze auf den noch mehrere hundert Meter höher gelegenen Berggipfeln am Continental Divide. Während das Schmelzwasser auf der Westseite über den Animas River, den San Juan River und den Colorado River im Lake Powell mündet, rinnt das Wasser auf der Ostseite zum Rio Grande.
Der noch junge Rio Grande wird zunächst in einem Anfang des 20. Jahrhunderts von einigen Farmern aus Felsen und Erde errichteten Damm aufgehalten, der den Namen Farmer’s Junior Dam trägt. Der Bereich hinter der Staumauer in rund 2700 Metern Höhe wurde bekannt als Rio Grande Reservoir. Von hier fließt das kalte Gewässer über eine enge Strecke von etwa 80 km abwärts und ist hauptsächlich Forellenregion. Anschließend breitet sich der noch junge Fluss im rund 180 km langen und bis zu 90 km breiten San Luis Valley aus, das sich in Nord-Süd-Richtung zwischen dem San-Juan-Gebirge im Westen und dem Sangre-de-Cristo-Gebirge im Osten erstreckt.

### New Mexico

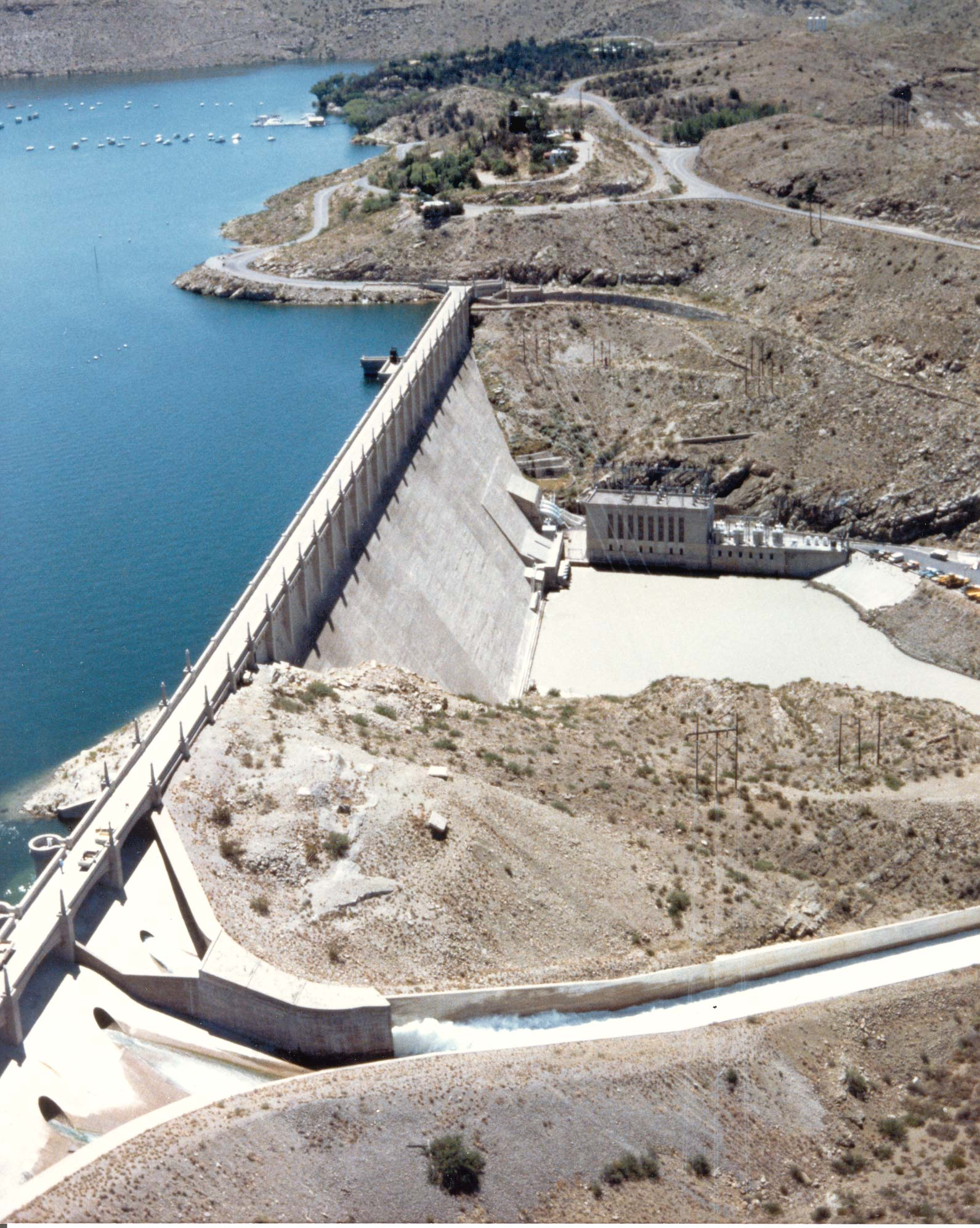
Der Elephant-Butte-Stausee

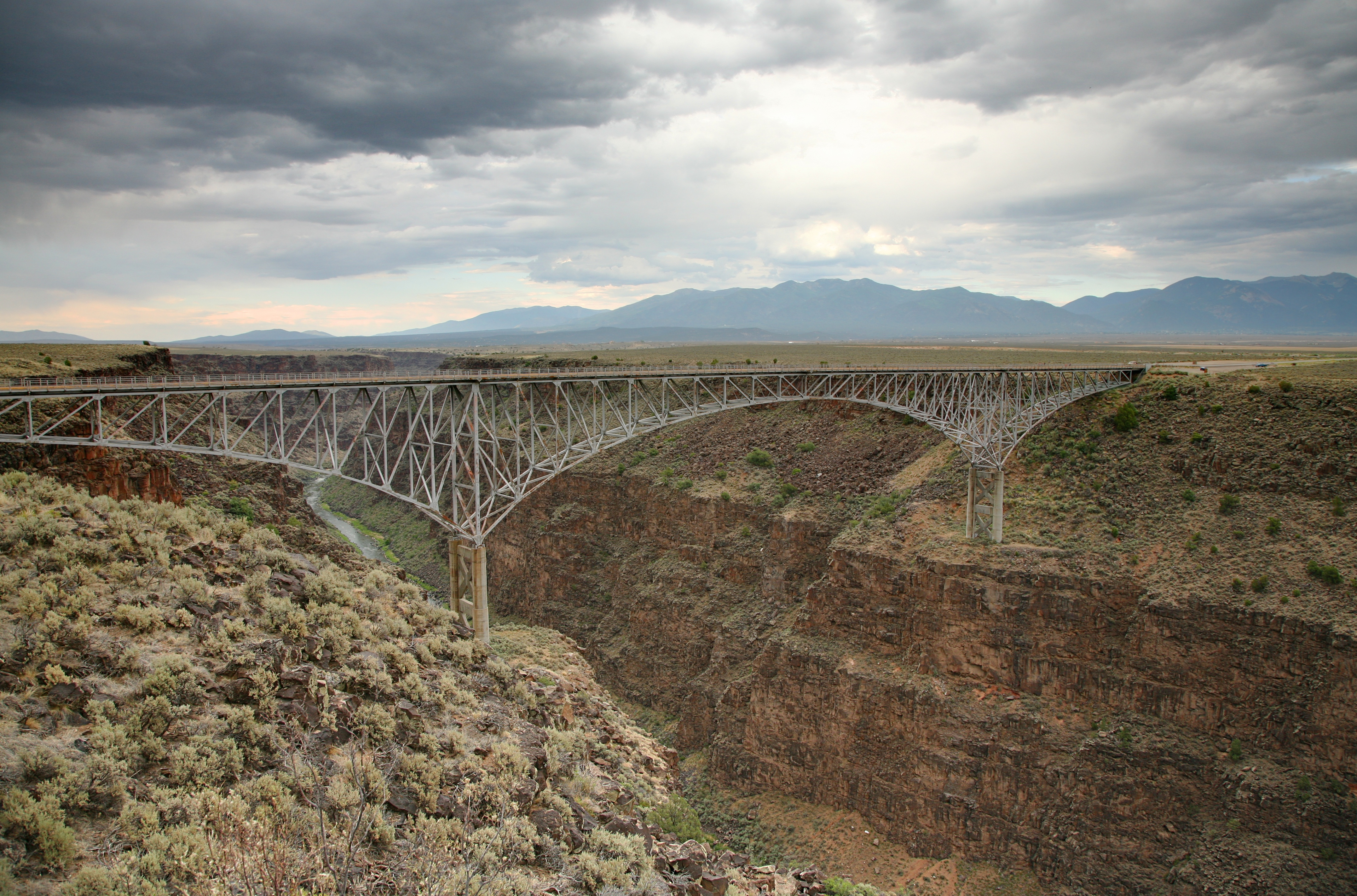
Brücke über die Schlucht des Rio Grande bei Taos, New Mexico

Durch das San Luis Valley, das er bei der Lobatos-Brücke verlässt, und noch 40 km weiter fließt der Rio Grande gemächlich. Dann bei Lee’s Trail wird der Strom reißend und ist kaum mehr befahrbar. Michael Jenkinson, der Autor von Wild Rivers of America, bezeichnet den Abschnitt von Lee Trail bis zum Zusammenfluss mit dem Red River als „reinen Horror“. Auf diesem Abschnitt von gerade mal 20 km Länge verliert der Fluss rund 200 Meter an Höhe, hat also 1 % Gefälle.
Der wild fließende Abschnitt liegt im Rio Grande Gorge, einer 125 km langen und bis zu 300 m tiefen Schlucht, die sich der Fluss selbst vor Urzeiten erschaffen hat, um den Basalt des Taos-Plateaus zu durchfließen.
Nach einer langen Strecke durch weitgehend unbewohntes Gebiet fließt der Fluss rund 70 km südlich von Taos erstmals wieder durch eine Kleinstadt namens Española und ab hier durch den Santa Fe National Forest in Richtung Albuquerque, der größten Stadt von New Mexico.
Etwa 200 km weiter südlich beginnt der 1916 fertiggestellte Elephant-Butte-Stausee, der sich über eine Länge von rund 60 km und eine durchschnittliche Breite von 2,4 km erstreckt und somit der flächengrößte Stausee von New Mexico ist.
Etwa 40 km flussabwärts beginnt der Caballo Lake, ein weiterer Stausee, der knapp 29 km lang ist und 1930 errichtet wurde, um vom Elephant-Butte-Stausee abgelassenes Wasser zur Stromerzeugung zu nutzen.
Der Elephant-Butte-Stausee befindet sich etwa 8 km nördlich, der Caballo-Stausee rund 25 km südlich der Stadt Truth or Consequences.
Weiter abwärts durchfließt der Rio Grande mit Las Cruces die zweitgrößte Stadt des Bundesstaates New Mexico, den er etwa 3 km südwestlich der texanischen Grenzstadt Anthony verlässt.

### Grenzfluss zwischen Texas und Mexiko

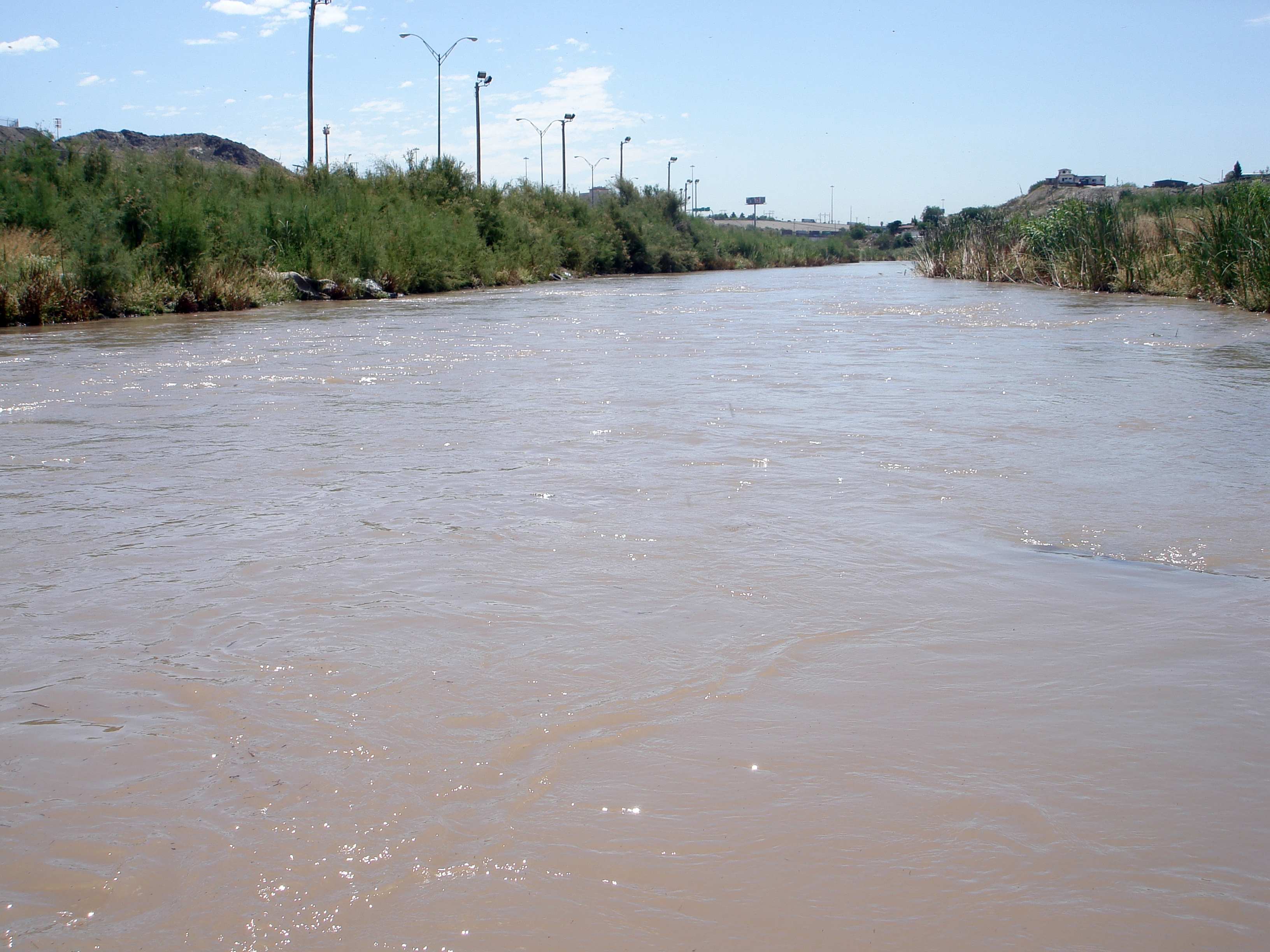
Der Rio Grande zwischen El Paso (USA, links) und Ciudad Juárez (Mexiko, rechts). Von hier bis zum Golf von Mexiko bildet er die Grenze zwischen den USA und Mexiko.

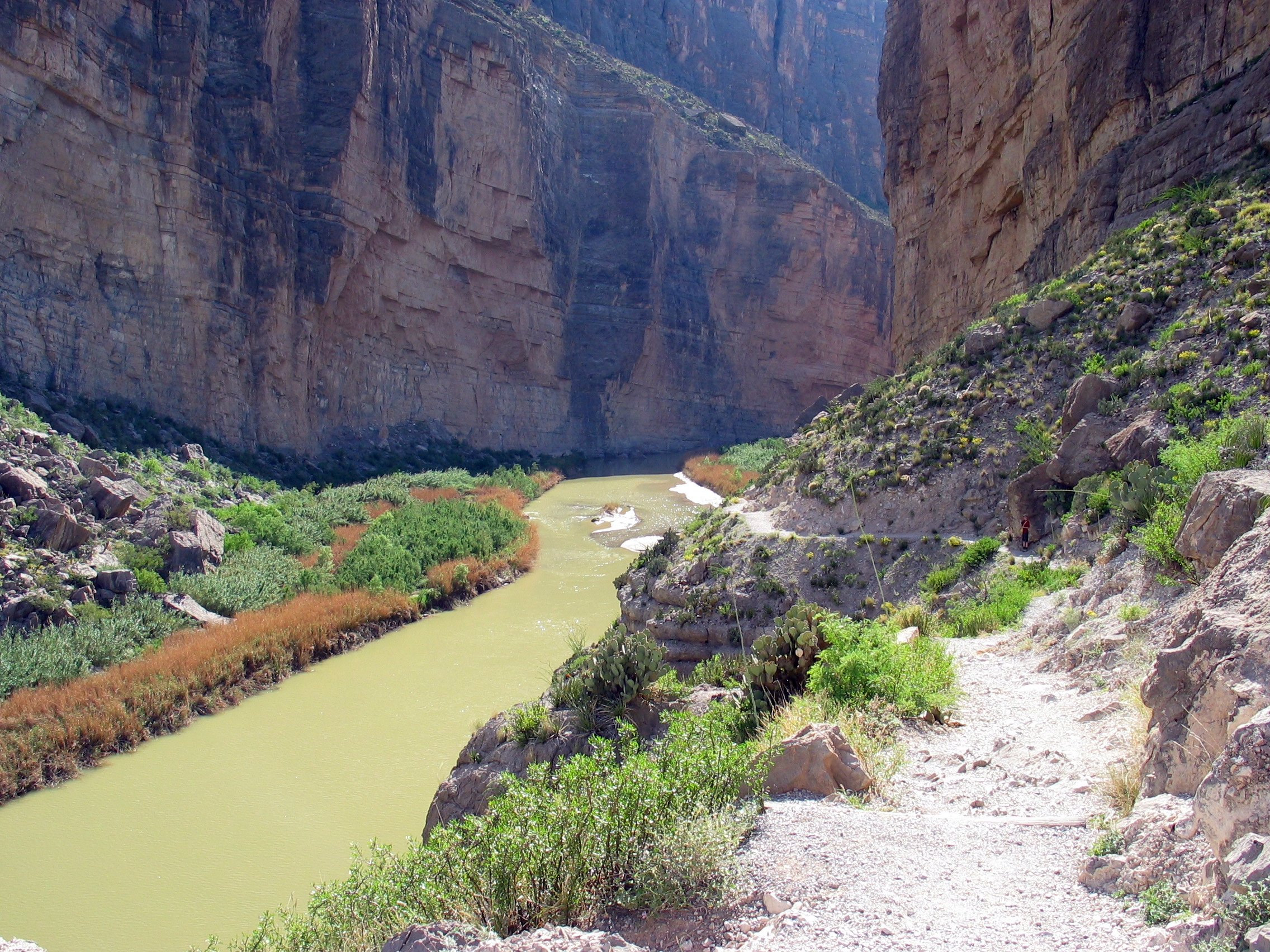
Der Rio Grande im Santa Elena Canyon, Big Bend National Park, Texas, USA

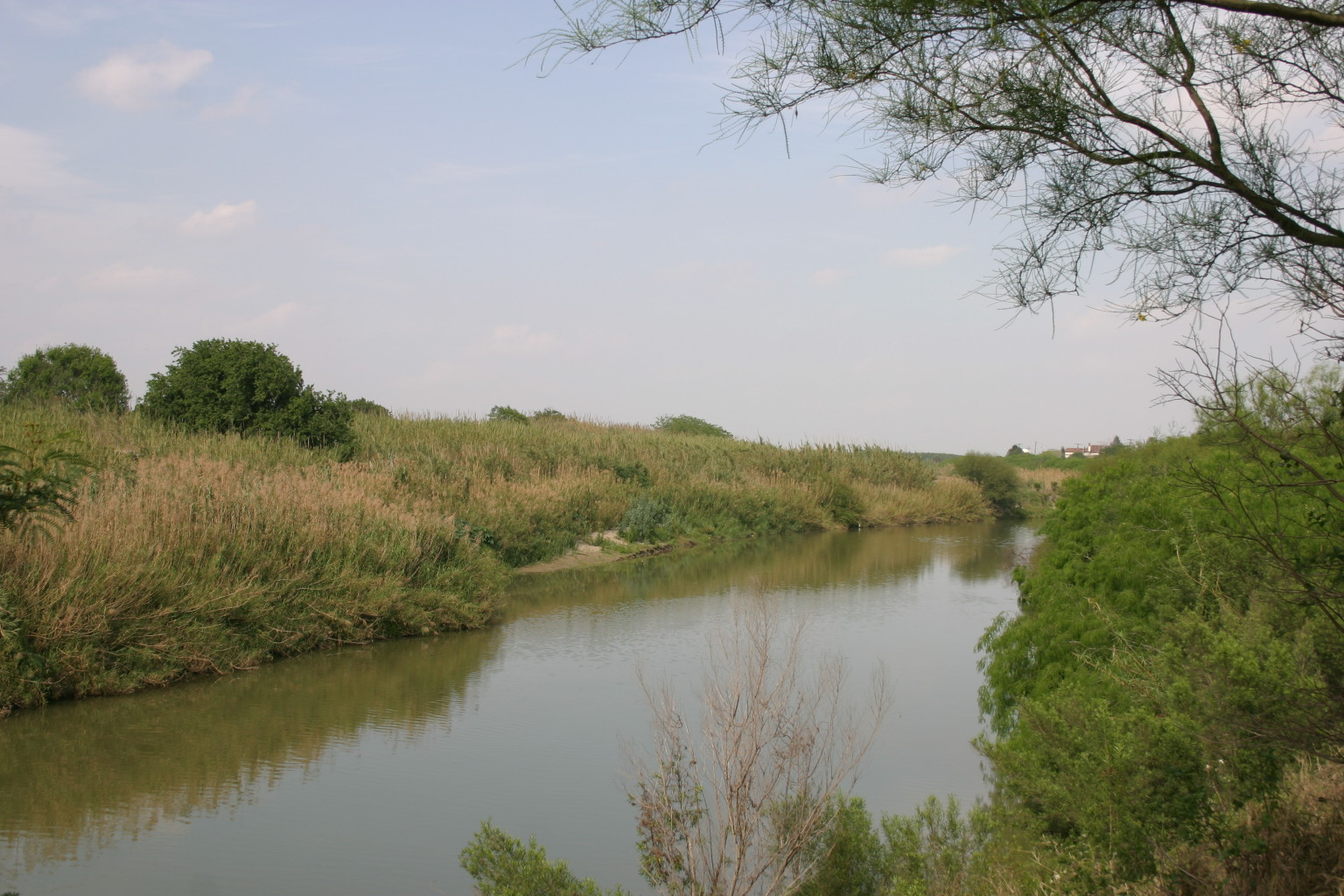
Der Rio Grande bei Matamoros (vorne) und Brownsville (hinten)

Ab der Westgrenze von El Paso, Texas und der am anderen, rechten Flussufer liegenden Stadt Juárez, Chihuahua bildet der Rio Grande bis zu seiner Mündung im Golf von Mexiko auf rund 2.000 km Länge die Grenze zwischen den Vereinigten Staaten und Mexiko.
Im 20. Jahrhundert wurde der Fluss mehrfach künstlich begradigt, wodurch seine Strecke zwischen El Paso und dem ehemaligen Fort Quitman inzwischen um 45 % reduziert wurde: Während die natürliche Strecke 248 km betrug, misst sie heute nur noch 137 km, nur wenig mehr als die Landstrecke von rund 130 km.
Der hinter Fort Quitman liegende Flusslauf wurde allerdings nicht begradigt und kämpft seither mit dem Problem, zu wenig Wasser zu führen. Bis zum Zufluss des Río Conchos rund 320 km flussabwärts, kurz vor den Grenzstädten Presidio (Texas) und Ojinaga (Chihuahua), verkommt der Rio Grande zu einem weitgehend unsichtbaren Gewässer, das durch die dort zahlreich vorhandenen Tamarisken nahezu vollständig zerstört wurde. Diese Pflanze wurde im 19. Jahrhundert zur Stabilisierung des Flussbeckens aus Nordafrika und Zentralasien importiert, hat sich aber längst zum Nachteil des Flusses erwiesen, weshalb die Strecke zwischen El Paso und Fort Quitman inzwischen als „The Forgotten River“ (Der vergessene Fluss) bekannt ist. „Vergessen“ wird der Fluss genannt, weil er größtenteils unsichtbar ist denn auch hinter dem Zufluss des Río Conchos sind die Wassermassen nicht immer gewaltig, obwohl der im mexikanischen Bundesstaat Chihuahua entspringende größte Nebenfluss des Rio Grande gerade in früheren Zeiten dafür bekannt war, den Hauptstrom mit ausreichend Wasser zu versorgen. Doch offensichtlich hat ein zunehmender Wasserentzug zur Bewässerung landwirtschaftlicher Flächen in Chihuahua dafür gesorgt, dass auch das Wasservolumen des Río Conchos erheblich zurückgegangen ist und seither das Verhältnis zwischen dem US-Bundesstaat Texas und dem mexikanischen Bundesstaat Chihuahua ziemlich angespannt ist. Doch während die Farmer in Texas für das geringe Wasservolumen in erster Linie Mexiko die Verantwortung zuschieben, werfen die mexikanischen Siedler auf der anderen Seite des Rio Grande den USA die Vernichtung des Flussbeckens durch die Tamarisken vor. Doch auch zwischen den US-Bundesstaaten Colorado, New Mexico und Texas gibt es erhebliche Diskrepanzen bezüglich der Nutzung und Weiterleitung des Wassers aus dem Rio Grande.
Wenige Kilometer hinter Presidio fließt der Rio Grande etwa 95 km entlang des Big-Bend-Ranch-State-Parks, der kurz vor Lajitas endet. Hinter Lajitas erreicht der Rio Grande den Big Bend National Park, an dessen Rand er für 393 km die Grenze zwischen den USA und Mexiko bildet. Auf der mexikanischen Seite verlässt der Rio Grande nach etwas mehr als einem Drittel dieser Strecke den Bundesstaat Chihuahua und geht in den Bundesstaat Coahuila über.
Auf den letzten 111 km des Big Bend National Park sowie der daran anschließenden Strecke von 214 km durchfließt der Strom eine Region namens Rio Grande Wild and Scenic River. Es ist das einzige Gebiet, in dem der Fluss eine nördliche Richtung einschlägt.
Einige hundert Kilometer hinter dem Nationalpark durchfließt der Rio Grande den Amistad-Stausee. Dieser befindet sich in der Amistad National Recreation Area, in der sich mit dem Pecos River und dem Devils River zwei der wichtigsten Nebenflüsse mit dem Rio Grande verbinden. Vom Ende des Stausees sind es flussabwärts 19 km bis zur texanischen Stadt Del Rio und ihrer mexikanischen Schwesterstadt Acuña.
Von dort benötigt der Rio Grande 88 km bis zu den Grenzstädten Eagle Pass (Texas) und Piedras Negras (Coahuila). Auf den nächsten 92 km bis Laredo (Texas) und Nuevo Laredo (Tamaulipas) verlässt der Rio Grande auf der mexikanischen Seite hinter der nur rund 1.500 Einwohner zählenden Ortschaft Hidalgo den Bundesstaat Coahuila und fließt auf einer Strecke von nur 15 km an Nuevo León entlang (die einzige Siedlung hier ist der nur knapp 500 Einwohner zählende Ort Colombia), bevor der Strom seinen letzten Abschnitt entlang des Bundesstaates Tamaulipas fortsetzt.
64 km südöstlich von Laredo und Nuevo Laredo befindet sich der Falcon-Stausee mit dem Zufluss des mexikanischen Río Salado in den Rio Grande. Auf halbem Weg zwischen dem Stausee und den Grenzstädten Reynosa (Tamaulipas) und McAllen (Texas) fließt bei Camargo der mexikanische Río San Juan in den Rio Grande.
Der letzte Abschnitt des Flusses passiert auf US-amerikanischer Seite die zu Texas gehörenden Bezirke Starr County, Hidalgo County und Cameron County, die alle zum Lower Rio Grande Valley gehören, das zu den ärmsten Wohngebieten der USA zählt. Die beiden bedeutendsten Städte des Rio Grande Valley sind das im Hidalgo County gelegene McAllen und seine, weiter flussabwärts im Cameron County gelegene, größte Stadt Brownsville. Von dieser und ihrer mexikanischen Schwesterstadt Matamoros sind es noch rund 40 km bis zur Mündung des Rio Grande in den Golf von Mexiko. Jedoch handelt es sich hierbei um den ungewöhnlichen Abschluss eines Flusses, weil der Rio Grande sich schon bald hinter diesen beiden letzten Grenzstädten immer weiter ausbreitet und im Flussdelta versickert. Es ist eher das Ende des Flusses als seine Mündung, wie es der mexikanische Fremdenführer Gilberto Rodríguez gegenüber dem Autor Jan Reid ausgedrückt hat. So kommt Jan Reid schließlich zu dem Resümee: „Wir haben den Rio Grande zu einem Fluss verkommen lassen, der seinen Weg ins Meer nicht mehr finden kann.“